# Голосящий КиВиН 1999
«Голося́щий КиВи́Н 1999» — пятый музыкальный фестиваль команд КВН. Фестиваль состоялся 5 августа 1999 года.

## Команды
Участие в фестивале «Голосящий КиВиН 1999» в Юрмале приняли 16 команд КВН. Двенадцать команд представили полноформатные выступления (то есть, выступления, которые претендуют на награды фестиваля), а четыре — «Ва-Банк» (Луганск), Сборная Донецка, рязанский «Чернокнижник» и МГИМО выступили с совместным коротким внеконкурсным выступлением. В телеверсию фестиваля попали все 16 команд. Выступления всех команд были разделены на 4 блока. После каждого блока жюри вручало командам своеобразные «лицензии на право заниматься музыкальной концертной деятельностью один раз в году, во время прохождения музыкального фестиваля КВН».
| Название                  | Город                    | Страна  | Порядок выступления | Примечание                    |
| ------------------------- | ------------------------ | ------- | ------------------- | ----------------------------- |
| Ва-Банк                   | Луганск                  | Украина | 1                   | Внеконкурсное выступление     |
| Владикавказские спасатели | Владикавказ              | Россия  | 5                   | Выступление в первом блоке    |
| Дети лейтенанта Шмидта    | Томск                    | Россия  | 13                  | Выступление в четвёртом блоке |
| МГИМО                     | Москва                   | Россия  | 1                   | Внеконкурсное выступление     |
| Новые армяне              | Ереван                   | Армения | 12                  | Выступление в четвёртом блоке |
| Сборная Владивостока      | Владивосток              | Россия  | 3                   | Выступление в первом блоке    |
| Сборная Донецка           | Донецк                   | Украина | 1                   | Внеконкурсное выступление     |
| Сборная Риги              | Рига                     | Латвия  | 2                   | Выступление в первом блоке    |
| Сборная Санкт-Петербурга  | Санкт-Петербург          | Россия  | 11                  | Выступление в четвёртом блоке |
| СГУ                       | Симферополь              | Украина | 4                   | Выступление в первом блоке    |
| ТГУ                       | Тбилиси                  | Грузия  | 7                   | Выступление во втором блоке   |
| Уездный город             | Челябинск — Магнитогорск | Россия  | 9                   | Выступление в третьем блоке   |
| Уральские пельмени        | Екатеринбург             | Россия  | 10                  | Выступление в третьем блоке   |
| Харьковские менты         | Харьков                  | Украина | 8                   | Выступление во втором блоке   |
| Чернокнижник              | Рязань                   | Россия  | 1                   | Внеконкурсное выступление     |
| Четыре татарина           | Казань                   | Россия  | 6                   | Выступление во втором блоке   |

## Жюри
| ФИО              | Примечание                                               |
| ---------------- | -------------------------------------------------------- |
| Лайма Вайкуле    |                                                          |
| Алла Духова      | Вместе с Константином Эрнстом вручала «КиВиНа в золотом» |
| Андрис Лиепа     |                                                          |
| Марк Дубовский   |                                                          |
| Леонид Парфёнов  | Вручал «КиВиНа в тёмном»                                 |
| Константин Эрнст | Вместе с Аллой Духовой вручал «КиВиНа в золотом»         |
| Леонид Ярмольник | Вручал «КиВиНа в светлом»                                |

## Награды
- «Большой КиВиН в золотом» (за 1 место) — Четыре татарина
- «Большой КиВиН в светлом» (за 2 место) — Уральские пельмени
- «Большой КиВиН в тёмном» (за 3 место) — Харьковские менты

## Интересные факты
Фестиваль посетил Посол Российской Федерации в Латвии Александр Удальцов.[значимость факта?]

## Творческая группа
Фестиваль организован телевизионным творческим объединением АМиК.
- Ведущий — Александр Васильевич Масляков
- Режиссёр — Светлана Маслякова
- Редакторы — Андрей Чивурин, Михаил Марфин